# Cuangoblemma
Cuangoblemma is een monotypisch geslacht van spinnen uit de  familie van de Tetrablemmidae.

## Soort
- Cuangoblemma machadoi Brignoli, 1974